# Band4Band
„Band4Band” este un cântec al rapperului britanic Central Cee⁠(d) și al rapperului american Lil Baby. A fost lansat prin casele de discuri CC4L și Columbia Records pe 24 mai 2024. Cântecul a fost produs de Geenaro & Ghana Beats.

## Context
Cântecul a fost prezentat inițial la sfârșitul anului 2023 ca o piesă solo a lui Cee, însă, într-o poveste Instagram din martie 2024, s-a confirmat că Central Cee și Lil Baby lucrau la o colaborare.
Central Cee a anunțat cântecul pe 22 mai, menționând că acesta va fi lansat a doua zi. Pe 23 mai, el a luat la povestea sa afirmând că melodia ar fi lansat la 21:00 GMT.

## Compoziție
„Band4Band” este descris ca o fuziune a sunetului rap britanic distinct al lui Cench și a stilului de semnătură al lui Baby de rap din Atlanta. Fluxurile celor doi sunt denumite „un montaj rapid al rapperilor care își arată bogăția”. Ritmul britanic distinct de foraj este denumit de Angel Diaz de la Billboard drept un „trunk rattler certificat”. Produs de Geenaro & Ghana Beats.

## Videoclip
Videoclipul regizat de Wowa, lansat pe 24 mai, îi arată pe Central Cee și Lil Baby defilând prin Londra în mai multe Lamborghini Urus, oferindu-le celor doi un aspect „prezidențial”. Videoclipul este descris ca fiind „extravagant”. Rapperii sunt prezentați pentru a-și etala stilul de viață luxos, afișând avioane private, vehicule de lux, bijuterii cu diamante și ceasuri.

## Certificări
| Regiune | Certificări | Vânzări                                    |
| --- | ----------- | ------------------------------------------ |
| Canada (Music Canada) | Platinum    | 10.000^                                    |
| Nigeria (TCSN⁠(d) | Silver      | Eroare de expresie: operand lipsă pentru * |
| Regatul Unit (BPI) | Silver      | 200.000^                                   |
| *cifrele de vânzări sunt bazate pe un singur certificat ^cifrele cargo sunt bazate pe un singur certificat xcifrele nespecificate sunt bazate pe un singur certificat |             |                                            |